# Владимир Бесонов
Владимир Бесонов (на украински: Володимир Безсонов; на руски: Владимир Бессонов) е съветски и украински футболист и треньор. Почетен майстор на спорта на СССР (1986).

## Кариера
През 1975 г. Бесонов се изправя пред избор – встъпва в института и продължава кариерата на футболист или се присъединява към армията.
От 1976 до 1990 г. играе в Динамо Киев. Почти веднага става титуляр.
Бесонов е част от младежкия национален отбор на СССР. Заедно с отбора печели Европейското младежко първенство през 1976 г. и на Световното първенство за юноши през 1977 г., където той е признат за най-добър играч на първенството.
През 1980 г. играе за олимпийския отбор на СССР, където играе 6 мача и вкарва 1 гол.
В националния отбор на СССР има 79 мача и 4 гола.

## Отличия

### Отборни
Динамо Киев
- Съветска Висша лига: 1977, 1980, 1981, 1985, 1986, 1990
- Купа на СССР по футбол: 1978, 1985, 1987, 1990
- Купа на носителите на купи: 1986